# می مصری
می مصری (عربی: مي المصري؛ زادهٔ ۲ آوریل ۱۹۵۹) کارگردان فیلم اهل کشور لبنان است.